# Mental: Zagadki umysłu
Mental: Zagadki umysłu (org. Mental) – serial medyczny wyprodukowany przez Fox Telecolombia, emitowany latem 2009 roku w stacji telewizyjnej Fox. Premierowy odcinek dla widowni amerykańskiej wyemitowano 26 maja 2009 roku; premiera światowa odbyła się 2 czerwca 2009. Fox Television Studios zamówiło wyprodukowanie trzynastu odcinków serialu; był on kręcony w Bogocie (Kolumbia). Polska premiera serialu odbyła się 6 września 2009 roku na kanale Fox Life, natomiast od 24 listopada 2010 roku był emitowany w FOX (Polska).

## Fabuła
Akcja rozgrywa się na oddziale psychiatrycznym szpitala Wharton Memorial Hospital, mieszczącym się w Los Angeles. Głównym bohaterem serialu jest doktor Jack Gallagher - psychiatra, który na początku serialu zostaje ordynatorem oddziału psychiatrycznego. Gallagher korzysta z niekonwencjonalnych metod leczenia pacjentów, co powoduje konflikty z jego przełożoną - Norą Skoff, z którą był kiedyś związany. Pacjentami, którymi zajmuje się Gallagher, opiekują się również doktorzy: Veronica Hayden-Jones, Chloë Artis oraz Arturo Suarez.

## Obsada
- Chris Vance (Dr Jack Gallagher)
- Annabella Sciorra (Dr Nora Skoff)
- Derek Webster (Dr Carl Belle)
- Jacqueline McKenzie (Dr Veronica Hayden-Jones)
- Marisa Ramirez (Dr Chloë Artis)
- Nicholas Gonzalez (Dr Arturo Suarez)
- Edwin Hodge (Malcolm Darius Washington)

## Spis odcinków
| Premiera odcinka | N/o | Polski tytuł          | Angielski tytuł      |
| ---------------- | --- | --------------------- | -------------------- |
|                  |     |                       |                      |
| SERIA PIERWSZA   |     |                       |                      |
|                  |     |                       |                      |
| 06.09.2009       | 01  | Innowacyjne metody    | Pilot                |
|                  |     |                       |                      |
| 13.09.2009       | 02  | Piękne złudzenie      | A Beautiful Delusion |
|                  |     |                       |                      |
| 20.09.2009       | 03  | Filozofia życia       | Book of Judges       |
|                  |     |                       |                      |
| 27.09.2009       | 04  | Gra czy rzeczywistość | Manic at the Disco   |
|                  |     |                       |                      |
| 04.10.2009       | 05  | Trudna rola           | Roles of Engagement  |
|                  |     |                       |                      |
| 11.10.2009       | 06  | Deszczowe dni         | Rainy Days           |
|                  |     |                       |                      |
| 18.10.2009       | 07  | Obsesja               | Obsessively Yours    |
|                  |     |                       |                      |
| 25.10.2009       | 08  | Dom luster            | House of Mirrors     |
|                  |     |                       |                      |
| 01.11.2009       | 09  | Ostatni rozdział      | Coda                 |
|                  |     |                       |                      |
| 08.11.2009       | 10  | Reinkarnacja          | Do Over              |
|                  |     |                       |                      |
| 15.11.2009       | 11  | Przekraczanie granic  | Lines in the Sand    |
|                  |     |                       |                      |
| 22.11.2009       | 12  | Ciało obce            | Life and Limb        |
|                  |     |                       |                      |
| 29.11.2009       | 13  | Wilkołak              | Bad Moon Rising      |
|                  |     |                       |                      |